# Diego Torres Rodríguez
Diego Torres (Valladolid, España, 19 de septiembre de 1978) es un futbolista español. Juega de delantero y milita en el Club Deportivo Betis Club de Fútbol del Grupo II de la Primera División Regional Aficionados de Castilla y León.

## Trayectoria
Diego Torres debutó en Primera División en el C.F Extremadura en la temporada 98/99. En la temporada 99/00 se marchó al Onteniente CF.
En la temporada 00/01 militó en el Sabadell F.C en Segunda División "B".
En la temporada 01/02 militó en Levante U.D en Segunda División.
En la temporada 02/03 militó en el Ciudad de Murcia en Segunda División.
En las temporadas 2003 a 2006 jugó en el Nastic de Tarragona en Segunda División "B" y en Segunda División.
En la temporada 06/07 fichó por el Rayo Vallecano hasta diciembre de 2007.
En enero de 2008 se marcha cedido a la UD Salamanca.
En verano de 2010 firma con el Barakaldo Club de Fútbol hasta 2011.
En la temporada 2011/2012 ficha por el centenario Club Deportivo Badajoz.
El 20 de agosto de 2012, ficha por el UCAM Murcia Club de Fútbol.
El 2 de septiembre de 2013, ficha por la Cultural y Deportiva Leonesa de Segunda División B, debutando el 8 de septiembre de 2013 contra el Zamora Club de Fútbol.
Finalizada la temporada se compromete con el Club Deportivo Palencia Balompié de la Tercera División de España.

## Clubes
| Club                                | País   | Año   |
| ----------------------------------- | ------ | ----- |
| C.F Extremadura                     | España | 98/99 |
| Levante U.D                         | España | 99/00 |
| Sabadell                            | España | 00/01 |
| Levante U.D                         | España | 01/02 |
| Ciudad de Murcia                    | España | 02/03 |
| Nastic de Tarragona                 | España | 03/06 |
| Rayo Vallecano                      | España | 06/07 |
| UD Salamanca (Cedido)               | España | 08    |
| Rayo Vallecano                      | España | 08/09 |
| CF Badalona                         | España | 09/10 |
| Barakaldo Club de Fútbol            | España | 10/11 |
| Club Deportivo Badajoz              | España | 11/12 |
| UCAM Murcia Club de Fútbol          | España | 12/13 |
| Cultural y Deportiva Leonesa        | España | 13/14 |
| Club Deportivo Palencia Balompié    | España | 14/18 |
| Club Deportivo Betis Club de Fútbol | España | 18/19 |